# Target: Harry
Target: Harry is een Amerikaanse thriller uit 1969 onder regie van Roger Corman.

## Verhaal
Privédetective Harry Black gaat op speurtocht naar gestolen plakkaten om bankbiljetten mee te drukken. Verschillende misdadigers zijn ook op zoek naar die plakkaten. Wanneer Harry met hen in aanraking komt, leidt dat tot problemen.

## Rolverdeling
| Acteur             | Personage              |
| ------------------ | ---------------------- |
| Vic Morrow         | Harry Black            |
| Suzanne Pleshette  | Diane Reed             |
| Victor Buono       | Mosul Rashi            |
| Cesar Romero       | Luitenant George Duval |
| Stanley Holloway   | Jason Carlyle          |
| Charlotte Rampling | Ruth Carlyle           |
| Michael Ansara     | Majoor Milos Segora    |
| Kathy Fraisse      | Lisa Boulez            |
| Christian Barbier  | Bulley Boulez          |
| Fikret Hakan       | Inspecteur Devrim      |
| Milton Reid        | Kemal                  |
| Ahna Capri         | Francesca              |
| Laurie Main        | Simon Scott            |
| Victoria Hale      | Michele                |
| Jack E. Leonard    | Valdez                 |